# Gillis van Orval
Gillis van Orval of Gilles d'Orval (Latijn: Aegidius Aureaevallensis) was een cisterciënzer monnik en kroniekschrijver. Hij was afkomstig uit het prinsbisdom Luik en vestigde zich in de abdij van Orval, waar hij in 1241 prior werd. Hoewel de abdij was gelegen in het aartsbisdom Trier, schreef hij er de Gesta episcoporum Leodiensium, een herwerking en voortzetting van de kroniek van Heriger van Lobbes en Anselmus van Luik over de bisschoppen van Luik. In dit werk, opgedragen aan geestelijken van Luik en aan Mauritius van Neufmoustier, behandelde hij de periode vanaf het aantreden van bisschop Dietwin in 1048 tot dat van Hendrik III van Gelre in 1247. Ook redigeerde hij een kortere versie, de Gesta episcoporum Leodensium abbreviata. Als kroniekschrijver was hij eerder onkritisch ten aanzien van zijn voorgangers. Hij legde de pen neer ten vroegste in 1247 (laatste beschreven gebeurtenis) en uiterlijk eind 1251 (opgegeven tijdstip van beëindiging). Vermoedelijk is hij in die periode overleden. Zijn kroniek werd bezorgd aan de augustijn Mauritius van Neufmoustier, die een oude bekende moet zijn geweest.